# Na krzywy ryj
Na krzywy ryj – album zespołu Elektryczne Gitary, wydany w 1997 roku. Płyta zawiera kompozycje Kuby Sienkiewicza, klawiszowca Piotra Łojka i saksofonisty Alka Koreckiego. Poza autorskimi piosenkami na płycie pojawiają się też trzy covery. Pierwszym z nich jest utwór instrumentalny Franka Zappy  „Pinky”, drugim „Nie wiem co to sen” (w oryginale The Velvet Underground – „I'm Waiting for the Man”), a trzecim „Stacja Wilanowska” – piosenka opiewająca jedną ze stacji warszawskiego metra, która w oryginale chwaliła stację Waterloo w Londynie, a jej tytuł brzmiał „Waterloo Sunset” zespołu The Kinks. Wielkim przebojem okazało się „Co ty tutaj robisz”. Popularność zdobyły też „Goń swego pawia” i prześmiewcza „Ona jest pedałem”. Piosenka tytułowa, choć była singlem i miała teledysk, nie stała się przebojem.
Album osiągnął status platynowej płyty.

## Lista utworów
1. „Ja jestem nowy rok” (J. Sienkiewicz)
2. „Co ty tutaj robisz” (J. Sienkiewicz)
3. „Jak zwierzęta” (J. Sienkiewicz)
4. „Zdemolowane sklepy” (P. Łojek)
5. „Goń swego pawia” (J. Sienkiewicz)
6. „Piosenka dla działacza” (J. Sienkiewicz)
7. „Powiedz skąd” (J. Sienkiewicz)
8. „Jesteś słodka” (trad. / J. Sienkiewicz)
9. „Pinky” (F. Zappa)
10. „Nie wiem co to sen” (L. Reed / sł. pol. P. Łojek)
11. „W pewnym mieście” (P. Łojek)
12. „Na krzywy ryj” (J. Sienkiewicz)
13. „Stacja Wilanowska” (R., D. Davies / sł. pol. J. Sienkiewicz)
14. „Złodziej samochodowy” (A. Korecki)
15. „Ona jest pedałem” (P. Łojek)
16. „W porównaniu” (J. Sienkiewicz)
17. „Żegnaj baj baj” (J. Sienkiewicz)

## Wykonawcy
- Kuba Sienkiewicz – gitara elektryczna, śpiew
- Piotr Łojek – instrumenty klawiszowe, gitara elektryczna, gitara klasyczna
- Tomasz Grochowalski – gitara basowa, gitara elektryczna, perkusja, instrumenty perkusyjne
- Aleksander Korecki – saksofon, flet
- Jarosław Kopeć – perkusja

oraz:
- Agnieszka Betley – chórki
- Ewa Maler – chórki